# آنکرین ۱
آنکرین ۱ (نام علمی: ANK1) یک نوع کمپلکس پروتئینی که غشای گلبول قرمز را به اسپکترین و اکتین اسکلت سلولی متصل می‌کند.